# Alexandria (dictionnaire en ligne)
Pour les articles homonymes, voir Alexandrie (homonymie).
Alexandria est un dictionnaire en ligne multilingue, basé sur un réseau sémantique considérable, traitant 22 langues interrogeables entre elles, issu de la recherche française.
Il est développé par la société Mémodata.
Le dictionnaire multilingue est téléchargeable (cf. lien externe ci-dessous). Il s'enrichit en permanence de vocabulaires spécialisés.